# Катастрофа Ту-95 у Ньюфаундленда
Катастрофа Ту-95 у Ньюфаундленда — авиационное происшествие, случившееся 4 августа 1976 года с самолётом Ту-95РЦ. В тот день с аэродрома под Гаваной в небо поднялись два бомбардировщика Ту-95РЦ из состава 392-го отдельного разведывательного авиационного полка Северного флота, направлявшиеся на аэродром Оленья в Мурманской области, однако через несколько часов после полёта с ведущим самолётом Ту-95РЦ (бортовой номер 66МРЦ304) прервалась связь. После долгих и упорных поисков обломки самолёта были обнаружены 18 сентября к юго-востоку от канадского острова Ньюфаундленд на глубине 43 м. Погибли все 12 членов экипажа самолёта. Расследование обстоятельств крушения привело к выводу, что при смене эшелона произошло сваливание самолёта с последующим неуправляемым падением по траектории плоского штопора, однако природу сваливания установить не удалось.

## Общие характеристики
Самолёт Ту-95РЦ (кодовое обозначение НАТО — «Bear-D») — узкоспециализированный вариант стратегического бомбардировщика Ту-95, входивший в состав морской авиации Северного и Тихоокеанского флотов ВМФ СССР. Всего было выпущено 52 подобных экземпляра. Самолёты подобного типа, служившие в составе Северного флота ВМФ СССР, базировались на аэродроме Кипелово (40 км от Вологды, позывной «Дремучий»). Самолёты подобного типа осуществляли радиолокационную разведку вооружённых сил США и их союзников по НАТО: они вылетали в Баренцево море, поворачивали на запад, пролетая мимо Скандинавского полуострова, и выходили на просторы Северной Атлантики. Над Фареро-Исландским противолодочным рубежом эти самолёты обнаруживались радиолокационными станциями НАТО.
Для увеличения времени патрулирования с 1970 года самолёты стали взлетать с кубинских аэродромов: перегоняя туда Ту-95РЦ для последующей разведки, разведчики попутно проходили Саргассово море и Ньюфаундлендскую банку, наблюдая за военными кораблями и подводными лодками ВМС США. Использование двух самолётов Ту-95РЦ для патрулирования акватории позволяло заменить сразу 10 самолётовылетов разведчиков типа Ту-16Р: одна машина типа Ту-95РЦ могла за короткое время «вскрыть обстановку» (т.е. разведать территорию) в районе площадью до 10 млн. км² и точно определить характер целей. Наиболее частым районом поиска в Атлантике для этих самолётов был Азорские острова, через которые проходил маршрут кораблей американского Шестого флота Норфолк — Гибралтар.
Дальность полёта Ту-95 РЦ составляла более 12000 км (при дозаправке в воздухе повышалась до 14500 км), продолжительность полёта — 20 ч. Самолёт был оснащён разведывательными станциями типов СРС-4, СРС-5 «Вишня», СРС-6 и СРС-7 для осуществления общей и детальной радиотехнической разведки. Документирование результатов осуществлялось с помощью фотоаппаратуры и регистрирующей аппаратуры типов ФРМ-2, «Ромб-4а» и «Ромб-46». Разведывательная аппаратура работала в широком диапазоне волн, могла обнаруживать большое количество работающих РЛС, автоматически записывать их частоты и другие характеристики, оперативно передавая все эти данные вышестоящему флотскому командованию.

## Рейс
4 августа 1976 года два самолёта Ту-95РЦ из состава 392-го отдельного разведывательного авиационного полка Северного флота ВМФ СССР взлетели с аэродрома имени Хосе Марти под Гаваной, возвращаясь на родину и направляясь на авиабазу Оленья (около Оленегорска, позывной «Высокий»). Оба самолёта должны были в то же время проследить за кораблями Второго флота ВМС США. Ведущим самолётом был Ту-95РЦ (регистрационный номер 17, бортовой номер 66МРЦ304), выпущенный в 1966 году. На его борту находилось 12 членов экипажа:
- командир экипажа — военный лётчик 2-го класса майор А. И. Красносельских[4].
- помощник командира корабля — капитан Ф. Е. Гарынычев
- штурман-навигатор 1-го класса — капитан А. Ф. Бычков
- бортинженер — капитан Л. И. Скороходов
- старший лейтенант В. А. Позняк[5]
- старший лейтенант Н. Ф. Васильев
- старший лейтенант Е. Н. Лебедев
- прапорщик М. Н. Трифонов
- прапорщик В. И. Грибалев
- прапорщик А. И. Тараненко
- прапорщик В. А. Федяшов
- военный переводчик — курсант В. М. Колибабчук

Командиром ведомого самолёта Ту-95РЦ был Юрий Манин (ум. 2005), штурманом — Владимир Сорокин (ум. 2003).
В 20:15 по гаванскому времени (UTC−4:00), через 6 ч 20 мин после взлёта самолёт майора Красносельских исчез с экранов радара: это произошло в районе Ньюфаундлендской банки, над нейтральными водами Саргассова моря. По советским данным, самолёт исчез на расстоянии 180 миль южнее Бермудских островов, по данным США — в 230 милях к юго-востоку от острова Ньюфаундленд. Ведомому самолёту поступил приказ с КП Северного флота снизиться до высоты 300 м и осмотреть водную поверхность, однако лётчики не нашли места катастрофы, и им был дан приказ возвращаться на Кубу.

## Поиски самолёта
Для проведения поисковой операции была оперативно сформирована группа судов, куда вошли спасательные судна «Алдан» и «Владимир Трефолев», спасательный буксир СБ-38, танкер Северного флота «Дубна» и специальное исследовательское судно «Аджария». В ходе поисков экипажи проверили около 600 км² акватории. Для поисков использовались наблюдательные камеры — капсулы с иллюминаторами на спасательных судах, которые опускались на тросе в море. Пока спасательное судно шло малым ходом, наблюдатель в камере осматривал дно. Поиски осложнялись тем, что за спасательной группой следили американцы и канадцы, также осуществлявшие поиски пропавшего разведчика. В небе постоянно находился постоянно противолодочный самолёт P-3C Orion ВМС США, а с фрегатов ВМС Канады постоянно взлетали палубные вертолёты, которые советские моряки отгоняли выстрелами сигнальных ракет.
Обломки самолёта удалось найти 18 сентября 1976 года благодаря случаю. В тот день командир спасательного судна «Владимир Трефолев» дал команду на небольшой отдых, но офицер Юрий Шамин, спавший перед вахтой, не услышал приказ, а когда наступила его вахта, объявил о начале работ. В этот момент стая дельфинов обогнала судно и резко повернула налево, повторив этот манёвр несколько раз. Заметив это, командир спасателя дал рулевому команду проследовать за дельфинами, и почти сразу наблюдатель в камере, находившейся на глубине 43 м, доложил об обнаружении обломков самолёта.
На борт были подняты тела всех 12 членов экипажа, более 300 приборов, деталей самолёта и документации, а также «чёрные ящики» самолёта.

## Версии крушения
24 ноября 1976 года были опубликованы результаты расшифровки ленты бортового самописца МСРП-12, которой занимался 13-й Государственный НИИ ЭРАТ. Расследование установило, что во время полёта Ту-95РЦ при изменении эшелона с 8700 до 9000 м произошло сваливание, после которого самолёт перешёл в неуправляемое падение по траектории плоского штопора. Экипаж не смог ни покинуть падающий борт, ни вывести самолёт из штопора. Сваливание, по всей видимости, было вызвано некими внешними возмущающими силами, которые экипаж стремился парировать, и произошло при достижении вертикальной перегрузки 1,7 — 1,8. Версия ошибки пилота или отказа техники исключалась полностью.
Однако комиссии так и не удалось установить точную причину авиационного происшествия. В качестве одной из версий возникновения сваливания рассматривалось попадание в вихревой след (спутную струю) пролетавших незадолго до этого самолётов, следовавших по международным трассам на высотах от 9000 до 11000 м. Другой версией считается опасный инцидент с самолётом противника — в ряде источников утверждалось, что Ту-95РЦ мог быть сбит американскими самолётами сопровождения (предположительно, истребителями F-15 Eagle). Генерал-майор запаса Виталий Ветров, бывший начальник ветеринарно-санитарной службы ВС РФ, который с ноября 1974 года по октябрь 1976 годы находился в командировке на Кубе и участвовал в спасательной операции (военный фельдшер на борту буксира СБ-38), в 2005 году заявил в интервью журналисту Андрею Гавриленко, что Ту-95РЦ был сбит американцами.
Известно, что экипаж ведомого самолёта, летевший на другом эшелоне, действительно слышал активный радиообмен между американскими лётчиками. К сожалению, экипаж не знал английского и не мог понять суть переговоров лётчиков.

## Память
На спасательном судне состоялось прощание с погибшим экипажем, который был похоронен в водах Атлантики, а на место падения Ту-95РЦ с корабля ВМФ СССР были сброшены глубинные бомбы. В гарнизоне под Вологдой состоялись также символические похороны экипажа: в землю были опущены пустые гробы. Экипаж второго самолёта Ту-95РЦ, вернувшийся на Кубу, пробыл на острове месяц, а после возвращения под Вологду был расформирован.
В пригороде Гаваны у автострады Гавана — Де-Лос-Баньос установлен мемориал с памятной табличкой на русском и испанском языках.